# 拳譜
拳譜，是記錄各種武術套路的連續動作譜，由於以前沒有辦法以影像紀錄拳法，只能將其畫在書上，並藉由模仿譜中的圖畫來學習武術，由於動作繁瑣及套路較長導致拳譜的修訂十分困難，因此一門武術流派若擁有自己的一套拳譜也足以說明其至少有長達百年的歷史。